# Рижский бригадный район ПВО
Рижский бригадный район ПВО — воинское соединение вооружённых сил СССР во время Великой Отечественной войны.

## История
На 22 июня 1941 года находился в стадии формирования, очевидно, что на базе 10-й бригады ПВО, не был развёрнут. Управление района дислоцировалось в Риге.
В перечне частей действующей армии во время Великой Отечественной войны не значится, однако в справочнике боевого состава советской армии зафиксирован, причём значится в нём до ноября 1941 года, когда управление войсками ПВО страны было реформировано.

## Подчинение
| Дата       | Фронт (округ)                                    | Армия | Примечания |
| ---------- | ------------------------------------------------ | ----- | ---------- |
| 22.06.1941 | Северо-Западный фронт (Северо-Западная зона ПВО) | -     | -          |
| 01.07.1941 | Северо-Западный фронт (Северо-Западная зона ПВО) | -     | -          |
| 10.07.1941 | Северо-Западный фронт (Северо-Западная зона ПВО) | -     | -          |
| 01.08.1941 | Северо-Западный фронт (Северо-Западная зона ПВО) | -     | -          |
| 01.09.1941 | Северо-Западный фронт (Северо-Западная зона ПВО) | -     | -          |
| 01.10.1941 | Северо-Западный фронт (Северо-Западная зона ПВО) | -     | -          |
| 01.11.1941 | Северо-Западный фронт (Северо-Западная зона ПВО) | -     | -          |